# Музей розлучень
Музей розлучень, Музей розірваних стосунків (хорв. Muzej Prekinutih Veza) — оригінальний спеціалізований музей у місті Загребі, в якому зібрані свідчення втраченого кохання та розірваних особистих стосунків. У 2011 році музей було відзначено спеціальною премією «Європейський музей року».

## Історія
Музей виник внаслідок приватної драми розлучення Олінки Віштіца (Olinka Vištica) та її тодішнього партнера Дражена Грубішича (Dražen Grubišić). Колишня пара вирішила зберегти деякі свідчення минулих щасливих часів в якомусь певному місці. З часом колекція збільшилася за рахунок нових експонатів інших колишніх пар. Експонати, що символізують колишнє кохання або розірвані відносини між партнерами, були прислані з найвіддаленіших куточків світу. Часто експонати мають дещо трагікомічний характер, репрезентуючи нереалізовані бажання, мрії та «докази» щирого кохання. Кожен експонат має в музеї свою історію, описану в децентному стилі англійською і хорватською мовами.
З серпня 2007 року колекція демонструвалася в рамках переїздної виставки, що з успіхом відвідала цілий ряд країн: Сербія, Північна Македонія, Боснія і Герцоговина, Німеччина, США, ПАР. З листопада 2010 року музей розташувався в місті Загребі.
21 травня 2011 року Музей розлучень був відзначений спеціальною премією «Європейський музей року».